# Mansergh
Mansergh is een civil parish in het bestuurlijke gebied South Lakeland, in het Engelse graafschap Cumbria. In 2001 telde het civil parish 141 inwoners. Mansergh komt in het Domesday Book (1086) voor als 'Manzserge'.